# منصف بلخوجة
منصف بلخوجة، ولد في ضاحية المرسى في 18 فيفري 1932، وتوفي في 9 ديسمبر 2011 . خبير اقتصادي تونسي تولى مهمة محافظ البنك المركزي التونسي.

## تكوبنه
ينحدر من عائلة من بلدية العاصمة، إذ هو ابن القايد أحمد بلخوجة، وأمه هي أم هاني بنت الشيخ محمد الطاهر بن عاشور، وقد تزوج من فرنسية. درس تعليمه الثانوي بالليسي كارنو بتونس العاصمة، وأحرز على شهادة الباكالوريا عام 1953، ثم اتجه إلى فرنسا لدراسة الحقوق، حيث أحرز على الإجازة عام 1956 والتحق بعد ذلك بسلك المحاماة بباريس.

## في البنوك
بعد أن عاد إلى تونس عام 1958، عمل في البنك المركزي التونسي عند نشأته عام 1958 وإلى عام 1968. تولى فيما بين 1969 و1974 مهمة رئيس مدير عام بنك التنمية الاقتصادية التونسي ثم البنك الوطني الفلاحي فيما بين 1974 و1978. وعمل فيما بين 1978 و1980 في البنك العالمي ممثلا لمجموعة التسع. عين عام 1980 محافظا للبنك المركزي التونسي وبقي بهذا المنصب إلى عام 1986. ثم تولى مهمة رئيس مدير عام الاتحاد التونسي للبنك فيما بين 1987 و1992.